# نهر كوفو (أنغولا)
نهر كوفو، هو نهر يقع في وسط أنغولا في القارة الإفريقية، يصب النهر في المحيط الأطلسي عند خليج بنجويلا في مقاطعة كوانزا سول.

## الوصف
تعتبر مياه نهر كوفو صالحة للملاحة ويتفرع عند المنبع إلى شلالات بينجا بالقرب من غابيلا، تشمل روافد النهر الرئيسية نهر كوسوي.
تعد السهول الفيضية للأراضي الرطبة النهرية وغابة كومبيرا جزءًا من منطقة طبيعية تضم العديد من الطيور المهمة ذات الأنواع النادرة.